# Plaza Unión
La plaza Unión (en inglés: Union Square) es una plaza pública de 1,1 hectárea (2,6 acres) rodeada por las calles Geary, Powell, Post y Stockton en la ciudad de San Francisco, California en el oeste de Estados Unidos. "Union Square", también se refiere al área comercial, el hotel y teatro que rodea la plaza por varias cuadras. La zona debe su nombre debido a que fue utilizado una vez para las reuniones y el apoyo al Ejército de la Unión durante la guerra civil estadounidense, por lo que ganó su designación como Monumento Histórico de California. En la actualidad, esta plaza y sus alrededores contiene una de las mayores colecciones de grandes almacenes, boutiques de lujo, tiendas de regalos, galerías de arte y salones de belleza en Estados Unidos.